# Thysanophora taiwanensis
Thysanophora taiwanensis är en svampart som först beskrevs av Matsush., och fick sitt nu gällande namn av Mercado, Gené & Guarro 1998. Thysanophora taiwanensis ingår i släktet Thysanophora och familjen Trichocomaceae.   Inga underarter finns listade i Catalogue of Life.